# 2sTV
2sTV est la deuxième chaîne de télévision sénégalaise.
Elle est détenue à 100 % par El Hadji Ibrahima Ndiaye, administrateur de la chaîne.
Créée en 1999, ORIGINES SA s’est constituée en une société anonyme de droit sénégalais spécialisée dans la production audiovisuelle. Un positionnement qui lui permet de devenir assez rapidement le plus grand complexe d’activités culturelles du Sénégal.
Les nombreux investissements réalisés dans le cadre de son développement ont également permis à la société holding de diversifier et d’étoffer ses activités pour en arriver aux réalisations suivantes :
• en 2005, à la création de la première chaîne de télévision privée du Sénégal dénommée « 2STV » ;
• en 2006, à la création de la deuxième chaîne de télévision du Groupe ORIGINES SA dénommée « 2S
Racines » et à la mise en service de la radio « ORIGINES FM ».

## Histoire de la chaîne

### Les débuts
C'est en 2003 que les premiers programmes ont été diffusés sur le canal UHF23. La station était alors en partenariat avec la télévision historique du Sénégal, la Radio-Télévision sénégalaise (RTS) et un groupe privé, « Origine SA ». La chaîne se nommait : RTS2S.

### Le développement
La chaîne prend son indépendance en prenant un nouveau nom : 2sTV. Les programmes qu'elle propose sont axés essentiellement sur la culture, plus libres et novateurs.
On peut capter 2sTV partout dans le monde maintenant via la parabole.

## Programmes
Essentiellement, des programmes culturels, des interviews de stars locales tant dans la musique que dans d'autres branches artistiques, des talk shows. Ces programmes sont diffusés majoritairement en wolof. Les intervenants entrecoupent leurs interventions de phrases en français car le Sénégal est francophone. Mais depuis quelque temps, une émission en langue pulaar (peule) a enrichi la grille de programmes de la 2sTV. Yella - c'est le nom de l'émission - est présentée chaque dimanche à 14h00 (heure locale) par le griot Farba Sally Seck. Il y retrace l'histoire du Fouta (région Nord-est du Sénégal) et des Peuls, accompagné d'un "bammbaado" (joueur de "hoddu" ou "xalam") et d'une célèbre griotte du Boundou (sud-est du Sénégal) qui, avec ses deux filles, entonne des chants de "yeela", selon le thème ou le pan de l'histoire abordée.

### Émissions
- Show tout chaud : émission de débat présentée par Maty Trois Pommes.
- Elles sont toutes belles : émission sur le bien-être présentée par Pape Cheikh Diallo, puis par Eva Tra.
- Allô Bombay : émission consacrée au cinéma indien présentée par Mamadou Kane.
- Made in USA : émission consacrée aux États-Unis présentée par Coco Jean.
- Hip Hop feeling : émission musicale.
- Sénégal Ca Kanam : émission consacrée aux politiques publiques et au développement présenté par Mamadou Sy Tounkara
- Keur Gui

### Séries
- Dallas
- Les 4400
- La Vie de famille
- Lost : Les Disparus
- Tourbillon de passions
- Vaidehi

## Animateurs
En mars 2007, Aziz Samb quitte la RTS après quatorze ans de service au sein de cette institution en tant que collaborateur extérieur.

## Siège
La chaîne se trouve dans le quartier des affaires près de la Banque Centrale des États de l’Afrique de l’Ouest (BCEAO) dans le centre-ville de Dakar.